# Dopo TG1
Dopo TG1 è stato un programma televisivo di Rai 1 andato in onda (come si evince dal titolo stesso della trasmissione) in coda all'edizione delle ore 20:00 del Tg1, dal 9 gennaio al 1º giugno 2006.
La trasmissione, ideata e condotta dall'allora direttore del TG1 Clemente J. Mimun, si occupava di approfondire quotidianamente nel corso della settimana (sabato e domenica esclusi) un argomento di stretta attualità, intervistando in ogni puntata un ospite legato al tema trattato.
La trasmissione prese il posto del programma d'approfondimento Batti e ribatti che a sua volta prese il posto de Il Fatto di Enzo Biagi.
La trasmissione andò in onda fino a quando Mimun non fu sostituito da Gianni Riotta, che chiuderà la trasmissione, cancellando lo spazio di approfondimento giornalistico che storicamente su Rai 1 andava in onda dopo il telegiornale delle 20:00.

## Le puntate
Alcune interviste meritevoli di nota per numero di ascolti:
- 9 gennaio: L'uccisione di Fabrizio Quattrocchi (ascolti: 7,46 milioni di telespettatori)
- 19 gennaio: Intervista all'on. Silvio Berlusconi
- 25 gennaio: Intervista all'on. Romano Prodi
- 3 febbraio: Intervista a Mike Bongiorno

Tra i politici che sono stati intervistati, oltre a Berlusconi e Prodi, si possono ricordare anche Piero Fassino, Pier Ferdinando Casini, Francesco Rutelli, Fausto Bertinotti, Roberto Calderoli (che in quell'occasione ha tentato di mostrare una maglietta con le vignette anti-Islam danesi), Clemente Mastella, Gianfranco Fini, Giuseppe Pisanu, Umberto Bossi.
Tra i personaggi del mondo dello spettacolo, oltre a Bongiorno (fondatore della televisione italiana insieme a Corrado, Raimondo Vianello e Pippo Baudo), si possono ricordare anche Fiorello, Raffaella Carrà, Simona Ventura, Pippo Baudo, Laura Pausini, Lino Banfi, Sophia Loren.

## Sigla d'apertura e chiusura
Il programma ha anche avuto una sigla d'apertura e chiusura, entrambe medesime per tutti gli appuntamenti.
La sigla di testa iniziava con uno zoom continuo che partiva con il globo del TG1 e andava a concludersi con lo studio del Dopo TG1 ripreso dall'alto, al cui centro appariva il logo del programma. La sigla di coda mostra i nomi dei redattori e il logo di Dopo Tg1 in basso a destra, mentre la musica era pressoché uguale alla sigla di testa. inoltre il rumore che si sentiva nella sigla erano i colpi di pistola.

## Redazione
- Stefano Campagna
- Alessandra Di Tommaso
- Luigi Monfredi
- Andrea Pesciarelli

## La vicenda Calderoli
All'interno di una puntata di Dopo Tg1 il ministro Roberto Calderoli ha mostrato una t-shirt che riproduceva una vignetta satirica su Maometto: la vicenda ha sollevato violente reazioni nel mondo islamico, causando un incidente diplomatico con la Libia, dove una violenta protesta davanti al Consolato Italiano di Bengasi venne repressa dalla polizia libica che sparò sulla folla, uccidendo 11 manifestanti. Il ministro si è in seguito dichiarato pentito di aver indossato la maglietta.